# Walter Munhoz
Walter Munhoz (São Paulo, 14 de outubro de 1954) é um artista plástico brasileiro de "inspiração surrealista" (Folha de S.Paulo, 1987). Foi selecionado para o 12 Panorama de Arte Atual Brasileira do Museu de Arte Moderna de São Paulo, na categoria "Desenho". Recebeu o Prêmio Aquisição do Prêmio Pirelli "Pintura Jovem" - Museu de Arte de São Paulo Assis Chateaubriand (MASP), em 1983, com júri constituído por Pietro Maria Bardi, Jacob Klintowitz, Armindo Trevisan, Flavio de Aquino, Emanoel Araújo e Siro Poggi. De acordo com J. Henrique Fabre Rolim (O Estado de S. Paulo, 1981), em seu "surrealismo latente, predomina o telúrico e personagens místicas fluindo numa dimensão de extrema sensibilidade"; o mesmo crítico também afirmou: "As pinturas de Munhoz demonstram que na poesia de uma imagem pode surgir a semente de uma nova era, onde os valores culturais emanam na compreensão dos povos." É conhecido por "trabalhos líricos, com cenas extraídas de sua realidade subjetiva" (O Estado de S. Paulo, 1983). É pai do escritor Felipe Franco Munhoz.

## Exposições e prêmios
Salão Paulista de Belas Artes 41 (1977)
Salão Paulista de Belas Artes 42 (1978) 
12 Panorama de Arte Atual Brasileira - Museu de Arte Moderna de São Paulo (MAM) (1980)
Salão Jovem de Arte Contemporânea 4 (1981) 
Prêmio Pirelli Pintura Jovem - Museu de Arte de São Paulo Assis Chateaubriand (MASP) (1983).
Espaço Cultural BSP (1987)
Salón National de Beaux-Arts (SNBA) - Musée du Louvre (2012)